# Dieter Anders (Fußballspieler)
Dieter Anders (* 8. Dezember 1938; † 2009) war ein deutscher Fußballspieler. 1957 und 1958 spielte er in der DDR-Oberliga, der höchsten Liga im DDR-Fußball.

## Sportliche Laufbahn
In der Rückrunde der Saison 1957 (Kalenderjahr-Rhythmus) begann Dieter Anders im Alter von 18 Jahren bei der Betriebssportgemeinschaft (BSG) Rotation Babelsberg seine Karriere als Oberligaspieler. Trainer Helmut Jakob setzte zu Beginn der Rückrunde als Rechtsaußenstürmer als Ersatz für den ausgeschiedenen Erwin Gießler ein. Auf dieser Position bestritt Anders auch die folgenden vier Oberligaspiele. Danach kam Anders in Abständen viermal als Einwechselspieler zum Einsatz, erst am Saisonende spielte er noch zweimal über die volle Spieldauer als Rechtsaußen. So kam er 1957 in den 13 Rückrundenspielen zu insgesamt zehn Einsätzen, jedoch ohne ein Tor zu erzielen. 
In der Spielzeit 1958 hatte es zunächst den Anschein, als könne sich Anders einen Stammplatz in der Babelsberger Oberligamannschaft erobern. Auf der rechten Angriffsseite bestritt er bis zum 12. Spieltag alle Punktspiele und erzielte dabei fünf Tore. Danach schied er aus dem Oberligateam aus und bestritt nur am 21. Spieltag noch einmal ein Spiel als Rechtsaußenstürmer. Am Saisonende stand Rotation Babelsberg als Absteiger aus der Oberliga fest. 
Auch in der zweitklassigen DDR-Liga gelang es Dieter Anders nicht mehr, in die Stamm-Mannschaft zurückzukehren. 1959 bestritt er von den 26 DDR-Liga-Spielen wieder nur 13 Begegnungen, konnte aber noch einmal drei Tore erzielen. Nachdem Anders 1960 lediglich in zwei Ligaspielen eingesetzt worden war, beendete er Saisonschluss seine Laufbahn als Fußballspieler im oberen Ligenbereich. 